# Konsumgutschein
Konsumgutscheine (auch Konsumschecks) sind Gutscheine, die an die Bürger zum Zweck des Kaufs von Konsumgütern oder zum Bezahlen von Handwerkerrechnungen ausgegeben werden.

## Ziele
Die Zielsetzung eines vom Staat ausgegebenen Konsumgutscheines ist es, den Bürgern kurzfristig mehr Geld zu geben, um Güter zu kaufen und dadurch die Wirtschaft wieder anzukurbeln.

## Pro und Kontra von Konsumgutscheinen
Die Ausgabe von Konsumgutscheinen könnte für eine Belebung der Konjunktur eingesetzt werden. Ihr Vorteil liegt in einer direkten Einkommenserhöhung beim Empfänger des Schecks. Es wird dabei davon ausgegangen, dass diese Erhöhung der Kaufkraft zu einer Steigerung des Konsums führt. Da dieser für ca. 60 % des deutschen Bruttoinlandsproduktes steht, glauben Befürworter, dass die Binnenkonjunktur nach einer Ausgabe der Gutscheine schnell angekurbelt werden könnte.
Ökonomen argumentieren, anders als Steuersenkungen würden Konsumgutscheine vor allem Bürger unterer Einkommensschichten erreichen, die statistisch betrachtet wenig sparen und ihr Geld schnell ausgeben. Von Steuererleichterungen würden diese Gering- und Normalverdiener nur wenig profitieren. Außerdem würde diese Maßnahme den Staatshaushalt nur einmal belasten.
Kritiker dagegen bemängeln, dass die Wirkung der Konsumgutscheine schnell verpuffen könnte und es zu einem „Strohfeuereffekt“ käme. Schwierig ist auch zu verhindern, dass viele Bürger das zusätzliche Geld ganz oder zum Teil sparen, anstatt es auszugeben. Damit würde der eigentliche Zweck der „Gutscheinaktion“ verfehlt werden.
Gegner der Gutscheine bringen außerdem vor, dass die Wirkung des Konsumanstieges nicht auf die heimische Wirtschaft beschränkt bleibt. Konsumenten werden mit den Schecks nicht nur einheimische, sondern auch importierte Güter kaufen. Die staatlichen Ausgaben kämen damit auch ausländischen Produzenten zugute.
Da die Stimulation des Konsums ein Instrument der nachfrageorientierten Wirtschaftspolitik ist, können des Weiteren keine wirtschaftspolitischen Probleme gelöst werden, wenn diese angebotsdeterminiert sind.

## Konsumgutscheine in der Praxis
Im Dezember 2008 beschloss die französische Regierung im Zusammenhang mit dem drohenden Abschwung durch die Finanzkrise die Ausgabe von Konsumgutscheinen in Höhe von 200 € an 3,8 Millionen Familien als Teil eines Konjunkturpaktes in Höhe von 26 Mrd. €.
In den USA gab es in den 1970er Jahren Versuche, mit ähnlichen Schecks die Konjunktur zu stimulieren. Die Wirksamkeit dieser Maßnahmen ist umstritten.